# Јована Весовић
Јована Весовић (Ужице, 21. јун 1987) је српска одбојкашица која игра на позицији примача. Била је члан јуниорске репрезентације Србије и Црне Горе која је 2005. године на Светском првенство освојила сребрну медаљу, а Јована је проглашена за најкориснијег играча шампионата. За сениорску репрезентацију Србије је играла од 2006. до 2012. године и била је члан репрезентација на Олимпијским играма 2008. године и 2012. године. Тренутно игра за грчки Олимпијакос.

## Успеси

### Репрезентативни
- Светско првенство : 3. место 2006
- Европско првенство : 1. место 2011, 2. место 2007

### Клупски
- Првенство Србије : 1. место 2005, 2008, 2009
- Куп Србије : 1. место 2008, 2009
- Првенство Швајцарске: 1. место 2010
- Куп Швајцарске: 1. место 2010
- Првенство Румуније : 1. место 2012
- Куп Грчке : 1. место 2015

### Индивидуални
- МВП Светског првенства до 20 година 2005.